# MovieBerto
MovieBerto fue un programa de televisión español producido por El Terrat para Paramount Channel, presentado por Berto Romero.

## Episodios

### 1ª temporada
| N.º programa | Fecha               | Película                                         |
| ------------ | ------------------- | ------------------------------------------------ |
| 1            | 14 de marzo de 2014 | La caza del Octubre Rojo                         |
| 2            | 15 de marzo de 2014 | Pretty Woman                                     |
| 3            | 16 de marzo de 2014 | Cara a cara                                      |
| 4            | 17 de marzo de 2014 | El cazador de sueños                             |
| 5            | 18 de marzo de 2014 | Batman y Robin                                   |
| 6            | 19 de marzo de 2014 | Drácula, de Bram Stoker                          |
| 7            | 20 de marzo de 2014 | Dirty Dancing                                    |
| 8            | 21 de marzo de 2014 | Harry Potter y la piedra filosofal               |
| 9            | 22 de marzo de 2014 | Regreso al futuro                                |
| 10           | 23 de marzo de 2014 | Avatar                                           |
| 11           | 24 de marzo de 2014 | Ben-Hur                                          |
| 12           | 25 de marzo de 2014 | Spider-Man                                       |
| 13           | 26 de marzo de 2014 | Cariño, he encogido a los niños                  |
| 14           | 27 de marzo de 2014 | Poltergeist: Fenómenos extraños                  |
| 15           | 28 de marzo de 2014 | Siete novias para siete hermanos                 |
| 16           | 29 de marzo de 2014 | Kill Bill: Volumen 1                             |
| 17           | 30 de marzo de 2014 | Matrix                                           |
| 18           | 31 de marzo de 2014 | Godzilla                                         |
| 19           | 1 de abril de 2014  | ¡Viven!                                          |
| 20           | 2 de abril de 2014  | Star Trek: Némesis                               |
| 21           | 3 de abril de 2014  | La noche de los muertos vivientes                |
| 22           | 4 de abril de 2014  | Hasta que llegó su hora                          |
| 23           | 5 de abril de 2014  | Fiebre del sábado noche                          |
| 24           | 6 de abril de 2014  | Hulk                                             |
| 25           | 7 de abril de 2014  | Límite: 48 horas                                 |
| 26           | 8 de abril de 2014  | Los inmortales                                   |
| 27           | 9 de abril de 2014  | The Ring: La señal                               |
| 28           | 10 de abril de 2014 | Frankenstein de Mary Shelley                     |
| 29           | 11 de abril de 2014 | Yo, el halcón                                    |
| 30           | 12 de abril de 2014 | The Faculty                                      |
| 31           | 13 de abril de 2014 | Superman: la película                            |
| 32           | 14 de abril de 2014 | Fuga de Alcatraz                                 |
| 33           | 15 de abril de 2014 | El Señor de los Anillos: la Comunidad del Anillo |
| 34           | 16 de abril de 2014 | El Señor de los Anillos: las dos torres          |
| 35           | 17 de abril de 2014 | El Señor de los Anillos: el retorno del Rey      |
| 36           | 19 de abril de 2014 | Showgirls                                        |
| 37           | 20 de abril de 2014 | Batman Begins                                    |
| 38           | 21 de abril de 2014 | Desaparecido en combate                          |
| 39           | 22 de abril de 2014 | El indomable Will Hunting                        |
| 40           | 23 de abril de 2014 | Lo que la verdad esconde                         |
| 41           | 24 de abril de 2014 | Viernes 13: 3ª parte                             |
| 42           | 25 de abril de 2014 | Alerta máxima                                    |
| 43           | 26 de abril de 2014 | Sé lo que hicisteis el último verano             |
| 44           | 27 de abril de 2014 | Las tortugas Ninja                               |
| 45           | 28 de abril de 2014 | El guardaespaldas de la primera dama             |
| 46           | 29 de abril de 2014 | Una mente maravillosa                            |
| 47           | 30 de abril de 2014 | El mayor espectáculo del mundo                   |
| 48           | 1 de mayo de 2014   | Collateral                                       |
| 49           | 3 de mayo de 2014   | El guerrero americano                            |
| 50           | 4 de mayo de 2014   | Johnny Mnemonic                                  |
| 51           | 5 de mayo de 2014   | Titanic                                          |
| 52           | 8 de mayo de 2014   | Casablanca                                       |

### 2ª temporada
| N.º programa | Fecha                 | Película                                                                                   |
| ------------ | --------------------- | ------------------------------------------------------------------------------------------ |
| 1            | 24 de febrero de 2015 | Este cuerpo no es el mío (Invitado: María Castro)                                          |
| 2            | 25 de febrero de 2015 | El maquinista                                                                              |
| 3            | 26 de febrero de 2015 | Monstruoso                                                                                 |
| 4            | 27 de febrero de 2015 | Rescate al límite                                                                          |
| 5 / 6        | 28 de febrero de 2015 | Cocodrilo Dundee (Invitado: Dani Rovira) Cocodrilo Dundee 2 (Invitado: Andreu Buenafuente) |
| 7            | 1 de marzo de 2015    | Juego de patriotas                                                                         |
| 8            | 2 de marzo de 2015    | Breakdown                                                                                  |
| 9            | 3 de marzo de 2015    | Phenomenon (Invitados: Fausto Fernández y Pere Vall)                                       |
| 10           | 4 de marzo de 2015    | La novena puerta                                                                           |
| 11           | 5 de marzo de 2015    | El mensajero del miedo (Invitado: Jordi Évole)                                             |
| 12           | 7 de marzo de 2015    | Cuatro hermanos                                                                            |
| 13           | 26 de abril de 2015   | El padrino II                                                                              |
| 14           | 26 de abril de 2015   | Salvar al soldado Ryan                                                                     |
| 15           | 28 de abril de 2015   | Norbit                                                                                     |
| 16           | 5 de mayo de 2015     | Austin Powers en Miembro de Oro                                                            |
| 17           | 27 de mayo de 2015    | George de la jungla                                                                        |
| 18 / 19      | 28 de mayo de 2015    | Top Gun: Ídolos del aire El santo                                                          |
| 20           | 2 de junio de 2015    | A la hora señalada                                                                         |
| 21           | 3 de junio de 2015    | No es país para viejos                                                                     |
| 22           | 4 de junio de 2015    | Una historia de violencia (Invitado: Carlos Faemino)                                       |
| 23           | 5 de junio de 2015    | De incompetente a presidente                                                               |
| 24           | 8 de junio de 2015    | Salto al peligro                                                                           |
| 25           | 9 de junio de 2015    | American Gigolo                                                                            |
| 26           | 10 de junio de 2015   | Los crímenes de Oxford                                                                     |
| 27           | 11 de junio de 2015   | DOA: Dead or Alive (Invitado: José Corbacho)                                               |
| 28           | 12 de junio de 2015   | El perfume: Historia de un asesino (Invitado: Goyo Jiménez)                                |
| 29           | 15 de junio de 2015   | La vida de los otros (Invitado: Javier Gutiérrez)                                          |
| 30           | 16 de junio de 2015   | Un ratoncito duro de roer                                                                  |
| 31           | 18 de junio de 2015   | El padrino                                                                                 |
| 32           | 19 de junio de 2015   | Paranormal Activity 2                                                                      |
| 33           | 22 de junio de 2015   | Cazador de tormentas                                                                       |
| 34           | 23 de junio de 2015   | Minority Report                                                                            |
| 35           | 24 de junio de 2015   | Socios y sabuesos                                                                          |
| 36           | 25 de junio de 2015   | Oliver Twist (Invitado: Albert Espinosa)                                                   |
| 37           | 30 de junio de 2015   | El efecto mariposa                                                                         |
| 38           | 1 de julio de 2015    | Ojo por ojo                                                                                |
| 39           | 23 de julio de 2015   | Los tres mosqueteros                                                                       |
| 40           | 28 de julio de 2015   | El desafío: Annapolis (Invitado: Javier Coronas)                                           |

- Datos: Q20021475